# Episodi di Space Ghost Coast to Coast (seconda stagione)
La seconda stagione della serie televisiva Space Ghost Coast to Coast, composta da 8 episodi, è stata trasmessa negli Stati Uniti, da Cartoon Network, dal 20 febbraio al 20 ottobre 1995.
In Italia la stagione è inedita.
| nº | Titolo originale          | Prima TV USA     |
| -- | ------------------------- | ---------------- |
| 1  | President's Day Nightmare | 20 febbraio 1995 |
| 2  | Story Book                | 17 marzo 1995    |
| 3  | Girlie Show               | 24 marzo 1995    |
| 4  | Hungry                    | 31 marzo 1995    |
| 5  | Fire Drill                | 2 giugno 1995    |
| 6  | Sleeper                   | 28 luglio 1995   |
| 7  | Jerk                      | 18 agosto 1995   |
| 8  | Urges                     | 20 ottobre 1995  |

## President's Day Nightmare

Il 1st Annual World Premiere Toon-In (What a Cartoon!), nuovo programma di Cartoon Network

- Titolo originale: President's Day Nightmare / 1st Annual World Premiere Toon-In
- Scritto da: Matthew Maiellaro

### Trama
Space Ghost mostra la sua versilità da presentatore nel mostrare il nuovo programma World Premiere Toon-In di Cartoon Network. Nel frattempo i membri del Consiglio del giudizio giudicano, in stile concorso di bellezza, cinque registi di cartoni animati. Il creatore de Le Superchicche Craig McCracken vince la competizione e viene mandato in onda il suo cartone.
- Guest star: Craig McCracken, Pat Ventura, Van Partible, Eugene Mattos, Genndy Tartakovsky, Dian Parkinson

## Story Book
- Titolo originale: Story Book
- Scritto da: Matthew Maiellaro, Chris Feresten, James Kirkconnell e Andy Merrill

### Trama
Una fusione degli episodi The Mask e Story Book con l'aggiunta di Lokar come conduttore.
- Guest star: Jim Carrey, Chuck Russell, James Kirkconnell, Carl Clark.

## Girlie Show
- Titolo originale: Girlie Show
- Scritto da: Matthew Maiellaro, Chris Feresten, James Kirkconnell e Andy Merrill

### Trama
Space Ghost dedica un'intera puntata alle ragazze con il programma Women In the Entertainment Industry. I suoi piani vengono sventati quando Zorak e Moltar dirottano il programma e presentano il loro omaggio all'attore Jack Klugman.
- Guest star: Fran Drescher, Carol Channing, Alice Cooper, Russell Johnson.

## Hungry
- Titolo originale: Hungry
- Scritto da: Spike Feresten e Steve O'Donnell

### Trama
Space Ghost, Zorak e Moltar hanno fame e decidono di ordinare delle pizze, ma le pizze vengono recapitate all'indirizzo sbagliato. Nel frattempo Raymond, il nipote di Zorak, visita lo studio di Space Ghost. Più tardi Space Ghost dà il benvenuto a Michael Stipe della rock band R.E.M. e il cantante si offre di portare i tre a cena, ma Zorak decide di mangiare Raymond. 

## Fire Drill
- Titolo originale: Fire Drill
- Scritto da: David Greenberger e Matthew Maiellaro

### Trama
Space Ghost mette a disagio il vincitore del premio Oscar David Byrne e tenta di capire la ragione della faida tra gli ex idoli adolescenti Donny Osmond e il precedente ospite Danny Bonaduce.

## Sleeper
- Titolo originale: Sleeper
- Scritto da: Matt Harrigan

### Trama
Space Ghost è preoccupato sul fatto che Hulk Hogan abbia abbastanza ossigeno per respirare. Più tardi Slash riceve una "calda accoglienza" da parte del gruppo. 

## Jerk
- Titolo originale: Jerk
- Scritto da: Evan Dorkin e Sarah Dyer

### Trama
Space Ghost tenta di creare uno spettacolo pluripremiato, ma la sua frustrazione e i suoi modi severi di condurre fanno sì che tutti lo chiamino idiota.

## Urges
- Titolo originale: Urges
- Scritto da: Nell Scovell e Joel Hodgson

### Trama
È la stagione degli amori sul pianeta natale di Zorak. Nonostante il ruolo piuttosto sgradevole del maschio durante il rituale dell'amore nei confronti della mantide, Zorak cede agli impulsi più comuni.